# Estate (Band)
Estate war eine fünfköpfige Post-Hardcore-Band aus dem oberösterreichischen Linz. Die Band bestand seit 1996, unterzog sich Ende 2003/Anfang 2004 jedoch einem tiefgreifenden Line-Up und Richtungswechsel, der die Ziele der Band, vor allem in musikalischer Hinsicht, neu definierte und von außen betrachtet eine Neugründung ohne Namenswechsel darstellte. Estate stand bei dem Independent-Label Record of the Year unter Vertrag.
Estate waren für ihre äußerst energiereichen Live-Konzerte bekannt. Das zeigt sich vor allem durch die hohe Anzahl an gespielten Livekonzerten.

## Geschichte

### Distance
Ihr erstes Demo namens Distance wurde 1998 noch unter dem Namen BURP aufgenommen, kurz vor der Veröffentlichung benannte sich die Band in Estate um. Ursprünglich als 5-Track-Demo bzw. EP geplant wurden auf Anraten des Chefs des Labels noch weitere Songs geschrieben und aufgenommen um die CD auf die Spielzeit eines "vollen" Albums zu bringen. Der Tonträger wurde Anfang 1999 auf dem Linzer Indie-Label Suspect-Records veröffentlicht, die Band selbst sieht Distance allerdings heute als Demo-CD an. Die Band bestand zum Zeitpunkt der Aufnahme aus Michael Forstner (Schlagzeug), Josef Mayer (Gesang), Paul Schausberger (Bass) und Thomas Waldner (Gitarre).

### Unsound
Anfang 2001 stieg Gitarrist Thomas Waldner aus beruflichen Gründen aus der Band aus und wurde durch Armin Breuer ersetzt. Mit neuem Gitarristen an Bord wurden im Herbst 2001 14 Songs in den Linzer CCP-Studios aufgenommen, die bis auf einen als Debütalbum Unsound veröffentlicht wurden. Der 14. Song, das Outtake "The Mirror", wurde später auf der Website der Band zum Download angeboten. Die CD wurde im März 2002 via Suspect-Records/SPV veröffentlicht.
Anfang 2004 erfuhr die Band einen schweren Rückschlag, als Sänger Josef "Zap" Mayer aus beruflichen Gründen beschloss, die Band zu verlassen. Es wurden im Laufe des Jahres zwar noch vereinzelt Konzerte gespielt, Estate legten das Touren aber gezwungenermaßen für einige Monate auf Eis. Die Band hatte darüber hinaus genügend neues Songmaterial für ein unbetiteltes zweites Album gesammelt, welches durch den Verlust des Sängers allerdings nie aufgenommen wurde.

### Arson Architecture
Im Herbst 2004 wird der zeitweise am Gesang für Josef Mayer einspringende Leo Pissenberger (bis dato bei Lawfoundguilt am E-Bass) zum festen Bandmitglied, was den bereits oben erwähnten Richtungswechsel einleitet. Die Songs, die das zweite Album hätten formen sollen, wurden größtenteils komplett verworfen, teilweise auch massiv überarbeitet.
Anfang 2005 lief der Vertrag mit dem Label Suspect-Records aus und die Band beschloss, in Eigenregie ein 6-Song-Demo aufzunehmen, um einerseits Bookern und Promotern zu zeigen, wie sie klingen würden, und andererseits ein neues Label zu finden, um ein neues Album veröffentlichen zu können. Da die Band aber den Konzertbesuchern diese Aufnahmen nicht vorenthalten wollte, veröffentlichten sie die sechs Songs im Juni 2005 nach dem DIY-Prinzip als EP mit dem Namen Arson Architecture. Die Auflage war auf 800 Stück limitiert. Es folgten durchwegs positive Kritiken in verschiedensten E-Zines, Fanzines und Printmedien.
Kurz darauf drehte sich abermals das Besetzungskarussell. Im Sommer 2005 beschlossen Estate die Besetzung um einen zweiten Gitarristen zu ergänzen, Bernd Himsl stieß zur Band. Nur wenige Monate später verließ Bassist Paul Schausberger die Band, um einem Studium in Australien nachzugehen und wurde von Bartosz Antoszewski abgelöst.

### The Opposite of Indifference
Anfang 2006 unterschrieben Estate bei dem Berliner Label Record Of The Year und begannen mit den Arbeiten für ihr zweites Album, welches im April/Mai 2006 in Linz in ihrem eigenen No Budget Studio aufgenommen und im Juni 2006 in den Principal Studios, wo schon Bands wie Waterdown, Caliban oder die Donots gearbeitet haben, von Toni Meloni gemischt und gemastert wurde. Das 12 Songs starke Album beinhaltet neben 6 neuen Songs auch Neuaufnahmen der 6 Songs die schon auf dem Demo Arson Architecture, welches nunmehr ausverkauft ist, zu hören waren. Die CD trägt den Titel The Opposite Of Indifference und wurde am 1. September 2006 über Record Of The Year/Pängg veröffentlicht, was mit einer Record-Release-Party im Linzer Posthof gefeiert wurde, bei der neben Estate auch Ephen Rian, Lawfoundguilt, Outsmarted und Suneral aufspielten.

### Livepräsenz
Alle Perioden wurden von Estate genutzt, um reichlich Liveerfahrung zu sammeln. So spielte die Band Konzerte in Österreich, Deutschland, Schweiz, Italien, Frankreich, Belgien und fungierte als Vorgruppe von Bands wie Boysetsfire, Bleeding Through, The Hope Conspiracy, Snapcase und vielen anderen. 2006 standen u. a. Konzerte in Großbritannien auf dem Tourplan.

### Auflösung/Namensänderung
Ende 2007 gab die Band ihre Auflösung bekannt und formierte sich unter dem Namen The Cassidy Scenario ohne den Gitarristen Armin Breuer neu. Ende Mai 2008 fand der erste Live-Auftritt unter neuem Namen in Micheldorf (Oberösterreich) statt, und wenig später im April veröffentlichten sie ihren ersten Demo-Song Ruin On/Off auf ihrer Myspace-Seite.

## Stil
Stilistisch lässt sich die Band sowohl mit bekannten, kommerziell erfolgreichen Post-Hardcore-Bands mit starkem Metalcore-Einschlag, etwa From Autumn to Ashes, als auch mit eher dem Emo zugewandten Postcore-Gruppen wie Silverstein vergleichen.
Prägend für den Sound der Band sind vor allem melodische Metal-Riffs sowie der Gesang, der zwischen poppigen Melodien und geshouteten Parts wechselt. Der Sound basiert auf schnellen, harten, aber harmonischen Hardcore-Punk-Klängen.

## Diskografie
- 1999: Distance (Suspect Records)
- 2001: Unsound (Suspect Records)
- 2005: Arson Architecture (EP, kein Label)
- 2006: The Opposite of Indifference (Record of the Year)